# Рамберг (Флакстад)
Рамберг — административный центр коммуны Флакстад в фюльке Нурланн в Норвегии. Расположен на острове Флакстадёя.
Местная церковь была построена около 1780 года.

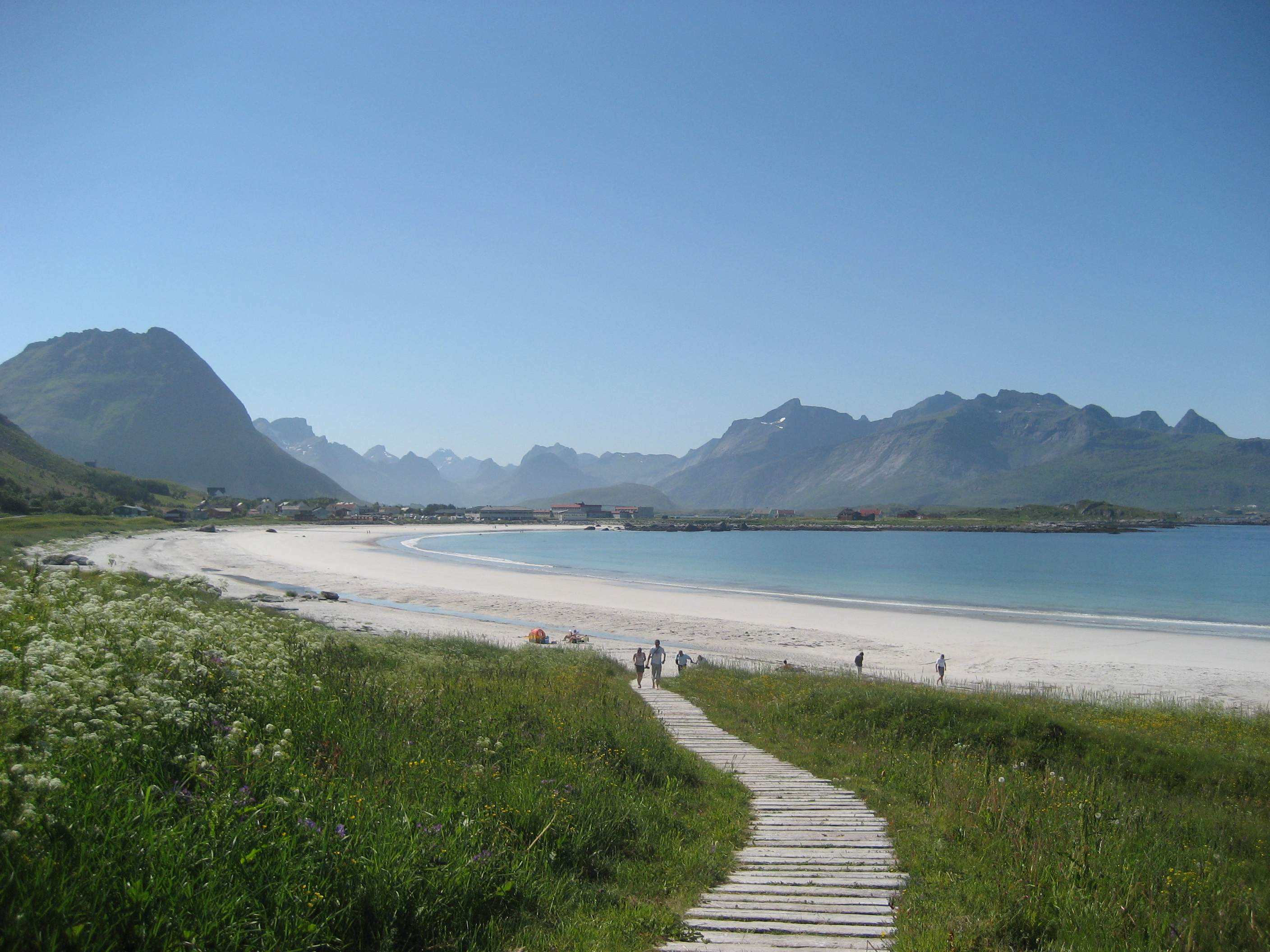
Пляж в Рамберге